# José Rogério de Oliveira Melo
José Rogério de Oliveira Melo (Pesqueira, 24 de dezembro de 1990), é um futebolista brasileiro que atua como atacante. Atualmente está no Fluminense de Feira.

## Carreira

### Porto
Rogério foi revelado para o futebol no Porto de Caruaru, clube com trabalho reconhecido nas categorias de base, de onde foram revelados jogadores como Elicarlos e Araújo. Jogando pelo Porto, obteve destaque suficiente para ser transferido para o Náutico.

### Central
Rogério teve uma breve passagem pelo Central, de Caruaru, onde disputou a Série D de 2010 pelo clube centralino, sem marcar gols.

### Náutico
Rogério foi contratado pelo Náutico no final de 2010, chegando com o status de jovem promessa. O jogador acertou um contrato de duração de 5 anos com o clube, e o Náutico adquiriu parte dos direitos federativos do atleta. Rogério marcou o seu primeiro gol jogando pelo clube no triunfo do Náutico por 1 a 0 contra o Vitória das Tabocas, em partida válida pelo Campeonato Pernambucano em janeiro de 2011.
Em 2011, passou grande parte do Campeonato Pernambucano na reserva, participando de algumas poucas partidas como titular. Foi somente na Série B de 2011 que conquistou a titularidade, participando de 36 dos 38 jogos do Náutico, sendo escalado como titular em 33 deles. Foi figura importante no ataque do time, tendo marcado 6 gols na campanha que levou o Náutico à Série A como vice-campeão da Série B daquele ano.
Em 2012, em sua quarta partida no ano, sofreu uma entrada violenta do lateral-direito Maneco, do América-PE, que causou o rompimento dos ligamentos do joelho de Rogério. Maneco foi suspenso por três jogos. Já o juiz Cláudio Mercante, que na ocasião deu somente um cartão amarelo ao jogador, mais tarde foi punido com a geladeira, sendo proibido de apitar jogos do Campeonato Pernambucano de 2012. O jogador passou 6 meses se recuperando, voltando a jogar somente no meio da Série A do mesmo ano. Pelo Brasileirão, participou de 15 partidas sem ter marcado um gol sequer.
Em 2013, durante o Carnaval, o atacante desapareceu dos treinos do Timbu, faltando 3 dias sem dar explicações nem divulgar seu paradeiro. Na justiça, o atacante conseguiu uma liminar que o liberou do vínculo com o Náutico, ao alegar não ter recebido os salários de dezembro e janeiro, além do não recolhimento do FGTS e outros vencimentos. No dia seguinte, o Departamento Jurídico do clube conseguiu cassar a liminar do atacante, comprovando todos os documentos dos pagamentos em dia. Poucos dias depois, o atacante se reapresentou ao Náutico, recebendo perdão do presidente. Após tal incidente, o jogador parece ter ganhado foco e melhorado suas habilidades na finalização - que antes lhe importunavam -, tendo marcado 14 gols no Campeonato Pernambucano .

### Empréstimos
No dia 11 de março de 2013, renovou com o Náutico até 2016. No final de 2013, após a campanha desastrosa da equipe, o Náutico emprestou o atacante ao Al Dhafra e posteriormente ao Botafogo. No time carioca, foi dispensado no final da temporada de 2014.

### Vitória
Em 19 de dezembro de 2014, foi confirmado como novo reforço do Vitória para 2015, após o Náutico alegar falta de condição para bancar o alto salário do atleta e o Vitória arcar com todo o salário dele.

### São Paulo
No dia 24 de agosto de 2015, Rogério foi definitivamente vendido para o São Paulo que comprou 65% de seus direitos econômicos, assinando um contrato de 3 anos.Logo na estreia, contra o Internacional, no Morumbi, fez seu primeiro gol com a camisa tricolor, na vitória por 2 a 0. No dia 6 de dezembro de 2015, Rogério marcou um gol em cima do Goiás, garantindo o Tricolor do Morumbi na Libertadores 2016.
Em 10 de fevereiro de 2016, em partida diante do peruano César Vallejo, Rogério marcou o gol que daria a classificação do São Paulo à fase de grupos da Libertadores.
Sem espaço, Rogério seria emprestado, antes de concretizar o empréstimo para o Sport, o São Paulo comprou o resto do passe de Rogério para ficar com o 100% do passe.

### Sport
No dia 17 de junho de 2016, o São Paulo emprestou o atacante ao Sport, foi adquirido pelo Leão da Ilha, cerca de 25% do passe de Rogério, foi pago ao Tricolor Paulista por R$ 2,5 milhões.Após boas atuações pelo Sport, foi comprado em definitivo junto ao São Paulo, assinando contrato até 2021 com o time de Recife.

### Bahia
Em 2 de janeiro de 2019, assinou até maio de 2021 com o Bahia.

### CSA
O CSA anunciou a contratação do jogador em julho de 2022, com contrato até o fim de 2023.

### Remo
No dia 25 de fevereiro de 2023 foi anunciado pelo Remo.

## Vida pessoal
Natural de Pesqueira, no agreste pernambucano, Rogério é descendente de indígenas da tribo xucuru. Tem dois filhos, e é casado com Eugênia Alves.

## Estatísticas
Até 18 de outubro de 2020.

### Clubes
| Clube             | Temporada         | Campeonato nacional | Campeonato nacional | Campeonato nacional | Copa nacional[a] | Copa nacional[a] | Copa nacional[a] | Competições continentais[b] | Competições continentais[b] | Competições continentais[b] | Outros torneios[c] | Outros torneios[c] | Outros torneios[c] | Total | Total | Total   |
| Clube             | Temporada         | Jogos               | Gols                | Assist.             | Jogos            | Gols             | Assist.          | Jogos                       | Gols                        | Assist.                     | Jogos              | Gols               | Assist.            | Jogos | Gols  | Assist. |
| ----------------- | ----------------- | ------------------- | ------------------- | ------------------- | ---------------- | ---------------- | ---------------- | --------------------------- | --------------------------- | --------------------------- | ------------------ | ------------------ | ------------------ | ----- | ----- | ------- |
| Porto-PE          | 2009              | —                   | —                   | —                   | —                | —                | —                | —                           | —                           | —                           | 0                  | 0                  | 0                  | 0     | 0     | 0       |
| Porto-PE          | 2010              | —                   | —                   | —                   | —                | —                | —                | —                           | —                           | —                           | 0                  | 0                  | 0                  | 0     | 0     | 0       |
| Porto-PE          | Total             | 0                   | 0                   | 0                   | 0                | 0                | 0                | 0                           | 0                           | 0                           | 0                  | 0                  | 0                  | 0     | 0     | 0       |
| Central           | 2010              | 4                   | 0                   | 0                   | —                | —                | —                | —                           | —                           | —                           | —                  | —                  | —                  | 4     | 0     | 0       |
| Central           | Total             | 4                   | 0                   | 0                   | 0                | 0                | 0                | 0                           | 0                           | 0                           | 0                  | 0                  | 0                  | 4     | 0     | 0       |
| Náutico           | 2011              | 36                  | 6                   | 4                   | 3                | 0                | 0                | —                           | —                           | —                           | 15                 | 2                  | 0                  | 54    | 8     | 4       |
| Náutico           | 2012              | 15                  | 0                   | 0                   | —                | —                | —                | —                           | —                           | —                           | 4                  | 1                  | 0                  | 19    | 1     | 0       |
| Náutico           | 2013              | 24                  | 3                   | 1                   | 2                | 0                | 0                | 2                           | 0                           | 0                           | 17                 | 14                 | 0                  | 45    | 17    | 1       |
| Náutico           | Total             | 75                  | 9                   | 5                   | 5                | 0                | 0                | 2                           | 0                           | 0                           | 36                 | 17                 | 0                  | 118   | 26    | 5       |
| Al Dhafra         | 2013–14           | 8                   | 2                   | 0                   | 2                | 1                | 0                | —                           | —                           | —                           | —                  | —                  | —                  | 10    | 3     | 0       |
| Al Dhafra         | Total             | 8                   | 2                   | 0                   | 2                | 1                | 0                | 0                           | 0                           | 0                           | 0                  | 0                  | 0                  | 10    | 3     | 0       |
| Botafogo          | 2014              | 17                  | 2                   | 0                   | 3                | 0                | 0                | —                           | —                           | —                           | —                  | —                  | —                  | 20    | 2     | 0       |
| Botafogo          | Total             | 17                  | 2                   | 0                   | 3                | 0                | 0                | 0                           | 0                           | 0                           | 0                  | 0                  | 0                  | 20    | 2     | 0       |
| Vitória           | 2015              | 14                  | 5                   | 1                   | 2                | 2                | 0                | —                           | —                           | —                           | 12                 | 3                  | 0                  | 28    | 10    | 1       |
| Vitória           | Total             | 14                  | 5                   | 1                   | 2                | 2                | 0                | 0                           | 0                           | 0                           | 12                 | 3                  | 0                  | 28    | 10    | 1       |
| São Paulo         | 2015              | 14                  | 4                   | 1                   | —                | —                | —                | —                           | —                           | —                           | —                  | —                  | —                  | 14    | 4     | 1       |
| São Paulo         | 2016              | 5                   | 1                   | 0                   | —                | —                | —                | 3                           | 1                           | 0                           | 10                 | 1                  | 0                  | 18    | 3     | 0       |
| São Paulo         | Total             | 19                  | 5                   | 1                   | 0                | 0                | 0                | 3                           | 1                           | 0                           | 10                 | 1                  | 0                  | 32    | 7     | 1       |
| Sport             | 2016              | 26                  | 8                   | 2                   | 1                | 0                | 0                | —                           | —                           | —                           | —                  | —                  | —                  | 27    | 8     | 2       |
| Sport             | 2017              | 27                  | 2                   | 3                   | 6                | 2                | 0                | 8                           | 0                           | 0                           | 18                 | 6                  | 1                  | 59    | 10    | 4       |
| Sport             | 2018              | 28                  | 3                   | 0                   | 1                | 0                | 1                | 0                           | 0                           | 0                           | 7                  | 0                  | 3                  | 36    | 3     | 5       |
| Sport             | 2020              | 7                   | 0                   | 1                   | —                | —                | —                | —                           | —                           | —                           | —                  | —                  | —                  | 7     | 0     | 1       |
| Sport             | Total             | 88                  | 13                  | 6                   | 8                | 2                | 1                | 8                           | 0                           | 0                           | 25                 | 6                  | 4                  | 179   | 21    | 12      |
| Bahia             | 2019              | 13                  | 1                   | 1                   | 2                | 0                | 0                | 1                           | 0                           | 0                           | 10                 | 1                  | 0                  | 26    | 2     | 1       |
| Bahia             | Total             | 13                  | 1                   | 1                   | 2                | 0                | 0                | 1                           | 0                           | 0                           | 10                 | 1                  | 0                  | 26    | 2     | 1       |
| Ceará             | 2020              | 0                   | 0                   | 0                   | 1                | 0                | 0                | —                           | —                           | —                           | 7                  | 0                  | 0                  | 8     | 0     | 0       |
| Ceará             | Total             | 0                   | 0                   | 0                   | 1                | 0                | 0                | —                           | —                           | —                           | 7                  | 0                  | 0                  | 8     | 0     | 0       |
| Total na carreira | Total na carreira | 238                 | 37                  | 14                  | 23               | 5                | 1                | 14                          | 1                           | 0                           | 100                | 28                 | 4                  | 375   | 71    | 19      |

- a. ^ Jogos da Copa do Brasil
- b. ^ Jogos da Copa Sul-Americana
- c. ^ Jogos do Campeonatos Estaduais e Copa do Nordeste

## Títulos
Náutico
- Copa Pernambuco: 2011

Sport
- Taça Ariano Suassuna: 2017, 2018
- Campeonato Pernambucano: 2017

Bahia
- Campeonato Baiano: 2019

Ceará
- Copa do Nordeste: 2020